# تیم ملی فوتبال ساحلی عمان

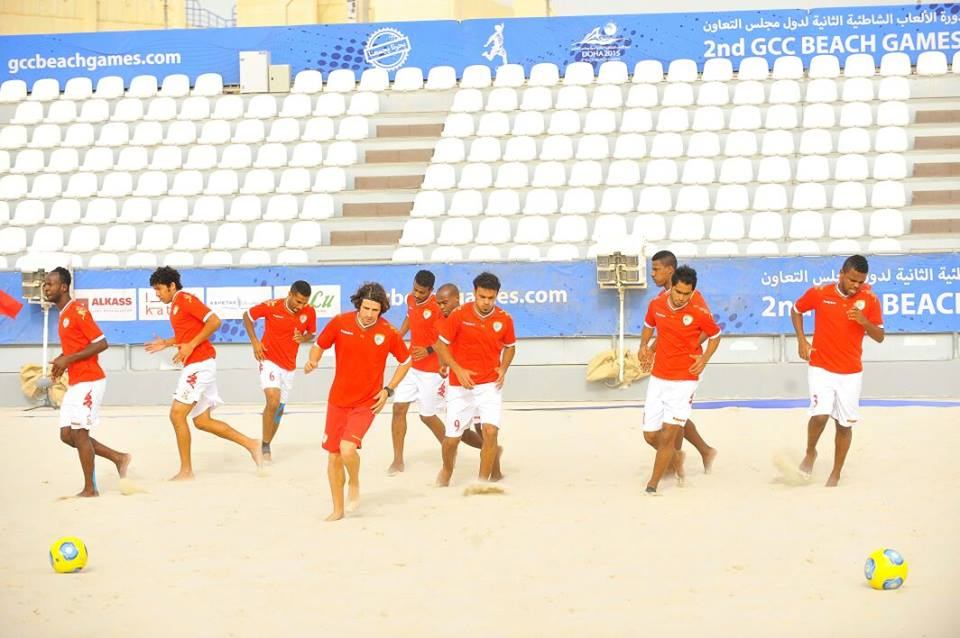
تمرین تیم ملی فوتبال ساحلی عمان در سال 2015

تیم ملی فوتبال ساحلی عمان نماینده عمان در مسابقات بین‌المللی فوتبال ساحلی است که تحت نظارت فدراسیون فوتبال عمان فعالیت می‌کند.

## ترکیب فعلی
به‌روز شده در سپتامبر ۲۰۱۱
| شماره |      | نقش       | بازیکن         |
| ----- | ---- | --------- | -------------- |
| ۱     | عمان | دروازه‌بان | عبدالله القسمی |
| ۲     | عمان | مدافع     | جمعه الوهابی   |
| ۳     | عمان | مدافع     | جلال السینانی  |
| ۴     | عمان | مدافع     | یحیی العریمی   |
| ۵     | عمان | مدافع     | ناصر الموخینی  |
| ۶     | عمان | مدافع     | خالد الرجحی    |

| شماره |      | نقش       | بازیکن       |
| ----- | ---- | --------- | ------------ |
| ۷     | عمان | هافبک     | حیثم العریمی |
| ۸     | عمان | مهاجم     | یعقوب العلوی |
| ۹     | عمان | هافبک     | فیضل البلوشی |
| ۱۰    | عمان | مهاجم     | هانی الضابظ  |
| ۱۱    | عمان | هافبک     | اسحاق القسمی |
| ۱۲    | عمان | دروازه‌بان | حبیب شوان    |

مربی: طالب الظناوی

## افتخارات
- مقدماتی جام جهانی فوتبال ساحلی (آسیا) بهترین نتیجه: قهرمان
  - ۲۰۱۵ : قهرمان
  - ۲۰۱۱ : نایب‌قهرمان
- بازی‌های آسیایی ساحلی بهترین نتیجه: قهرمان
  - ۲۰۰۸
- جام ملت‌های فوتبال ساحلی آسیا ۲۰۲۳
  - مقام سوم

## پیوند به‌بیرون
- ترکیب تیم